# Peter Batthyany
Peter Batthyányi (* 25. červenec 1966, Bratislava) je slovenský herec.
Vystudoval chov koní a jezdectví. V letech 1992–1997 působil jako herec v nezávislém bratislavském Divadle Stoka. Na inscenacích Stoky se podílel i autorsky (jako většina herců divadla). Legendárním se stalo především představení Eo ipso. Některé „hlášky“ z této hry zlidověly („Som taký múdry, že si až vadím…“). V bratislavském Divadle GUnaGU účinkuje v další kultovní hře English is easy, Csaba is death, která paroduje slovenskou mafii. V TV JOJ vystupuje v komediálním seriálu Mafstory, který je inspirován právě inscenací divadla GUnaGU.

## Divadlo

### Inscenace v Divadle GUnaGU
- English is easy, Csaba is dead, premiéra 21. 12. 2004

### Inscenace v Divadle Stoka
- Nox (Kto uhádne meno berného úradníka), premiéra 10. 2. 1995
- Eo ipso, premiéra 4. 3. 1994
- Donárium (Metamorfóza premien), premiéra 19. 12. 1992
- Vres (Optimistická), premiéra 10. 10. 1992

## TV
- Mafstory (Banán, teta Márgit), televizní seriál, TV JOJ, 2006
- Profesionáli (kapitán Maroš Nagy), televizní seriál, TV JOJ, 2008